# جناتا
جناتا (به عربی: جناتا) یک منطقهٔ مسکونی در لبنان است که در شهرستان صور واقع شده‌است. جناتا ۲۵۰ متر بالاتر از سطح دریا واقع شده‌است.